# Hypena acmonalis
Hypena acmonalis là một loài bướm đêm trong họ Erebidae.